# Shepperton Lock

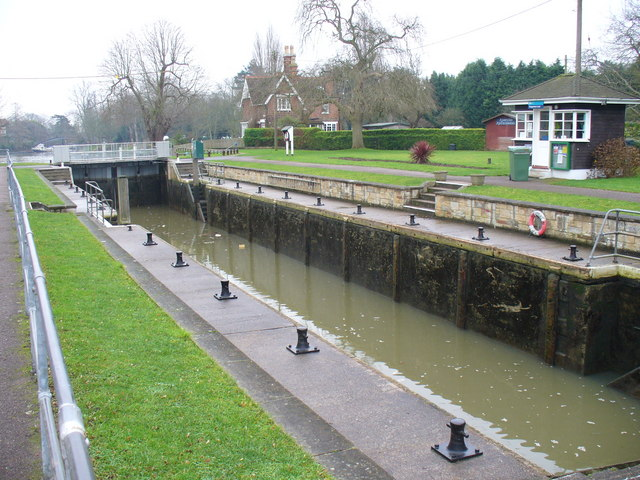
Das Shepperton Lock

Das Shepperton Lock ist eine Schleuse in der Themse. Sie liegt auf der nördlichen Flussseite gegenüber von Weybridge, kann von dort aber nicht direkt erreicht werden. Der Ort Shepperton liegt etwas weiter flussabwärts auf der nördlichen Seite nahe der alten Hauptschifffahrtsroute.
Die City of London Corporation baute die Schleuse 1813 und schuf dadurch Lock Island. Es gibt zwei Wehre. Eines verläuft von Lock Island zur Hamhaugh Island und das andere größere zwischen Hamhaugh Island und dem südlichen Ufer. Die Fährverbindung Shepperton–Weybridge verkehrt von der Ferry Lane unterhalb der Schleuse zur Thames Street in Weybridge.

## Geschichte
Ein Wehr bei Shepperton wird 1086 im Domesday Book verzeichnet, doch ist dies vermutlich nicht im Hauptarm der Themse. Es gibt zudem aus dem Jahr 1293 Hinweise auf einen Damm mit einer Maut für durchfahrende Schiffe bei Shepperton. Die Landschaft hat sich wahrscheinlich verändert, so dass dies wohl nicht an der Stelle der heutigen Schleuse lag. Die Schleuse wurde 1813 bei einem kleinen Wasserlauf, der als Stoner’s Gut bekannt war, eingerichtet. Der Wasserlauf galt als Behinderung für die Schifffahrt und wurde nicht genutzt. Boote fuhren normalerweise nach Weybridge oder in die Wey Navigation. Berichte vom Ende des 18. Jahrhunderts erwähnen Überflutungen im Bereich des Stoner’s Gut. Man nimmt an, dass es eine kleine Kirche gab, die auf Pfählen über dem Wasserlauf stand und die fortgespült wurde. Der Wasserlauf wurde 1805 in einen Kanal gelegt und es gab erste Vorschläge eine Schleuse zu errichten. Nach zunächst starkem Widerstand wurde der Vorschlag 1809 erneut vorgebracht und eine hölzerne Schleuse wurde gebaut. 1899 wurde neben der bereits vorhandenen eine steinerne Schleuse gebaut. Die hölzerne Schleuse wurde anschließend abgebaut und verfüllt.

## Der Fluss oberhalb der Schleuse
Unmittelbar nach der Schleuse liegt Pharaoh’s Island. Die Chertsey Bridge überquert den Fluss kurz bevor das Chertsey Lock erreicht wird. Der Nebenarm des Abbey River mündet hier in die Themse. Der Themsepfad verläuft bis zum Chertsey Lock am nördlichen Ufer.

## Erwähnung in der Literatur
- Die Schleuse an der Plashwater Mill in Charles Dickens Unser gemeinsamer Freund basiert auf dem Shepperton Lock.
- In H. G. Wells Der Krieg der Welten findet eine der Hauptschlachten zwischen Weybridge und dem Shepperton Lock statt.